# 赫沃斯托夫島
赫沃斯托夫島（英語：Khvostof Island）是美國的島嶼，位於太平洋海域，屬於拉特群島的一部分，由阿拉斯加州負責管轄，長2.7公里、寬2公里，最高點海拔高度265米，島上無人居住。
該島以俄羅斯探險家尼古拉·赫沃斯托夫的名字命名。
51°58′50″N 178°16′36″E / 51.98056°N 178.27667°E